# Hypertoni
Hypertoni, vanligen kallat högt blodtryck, är en kronisk sjukdom där blodtrycket i artärerna är förhöjt. Detta leder till en ökad arbetsbelastning för hjärtat och kärlskador och ökar risken för många följdsjukdomar, framförallt stroke, hjärtinfarkt, hjärtsvikt och njursvikt samt artärsjukdomar såsom aneurysm och benartärsjukdom.

## Definition
Blodtryck mäts med två mått: systoliskt (övertryck; det första talet) och diastoliskt (undertryck; det andra talet); mäts i enheten mmHg (millimeter kvicksilver) och anges vanligen med snedstreck mellan systoliskt och diastoliskt tryck, t.ex. "120/80 mmHg". Systoliskt tryck är det högsta tryck som kan uppmätas då hjärtat kontraheras (drar ihop sig) i systole, diastoliskt tryck är det tryck som kvarstår i blodkärlen då hjärtat slappnar av och fylls i diastole. Normalt blodtryck i vila är ca 100–140 mmHg systoliskt och 60–90 mmHg diastoliskt. Högt blodtryck föreligger om trycket under en längre tid är lika med eller högre än 140/90 mmHg.
Hypertoni kan diagnostiseras om blodtrycket vid två olika tillfällen är högre än normala nivåer. Om mätningarna utförs med en apparat som individen bär på sig över 24 timmar eller med egen mätningsutrustning i hemmet används lägre tröskelvärden. Hypertoni betecknas som resistent om flera läkemedel inte sänker blodtrycket till normala nivåer.
Även måttlig förhöjning av blodtrycket är kopplat till en förkortad medellivslängd. Kost- och livsstilsförändringar kan förbättra kontrollen över blodtrycket och minska riskerna för komplikationer i samband med dålig hälsa. Läkemedelsbehandling är dock ofta nödvändigt för personer där livsstilsförändringar inte avhjälper de medicinska problemen.
Hypertoni delas in i primär (eller essentiell) hypertoni och sekundär hypertoni. Omkring 90–95 procent av fallen är primär hypertoni, vilket innebär högt blodtryck utan någon tydlig bakomliggande medicinsk orsak. Övriga 5–10 procent klassas som sekundär hypertoni, vilket innebär högt blodtryck orsakat av andra tillstånd, exempelvis sådana som påverkar njurarna, artärerna, hjärtat eller det endokrina systemet.
För barn definieras hypertoni om ett genomsnitt av systoliskt eller diastoliskt blodtryck mätt vid flera tillfällen är lika med eller högre än den 95:e percentilen för barnets kön, ålder och längd. Hos ungdomar diagnostiseras hypertoni med samma kriterier som används för vuxna. Hypertoni hos spädbarn är sällsynt och mäts inte rutinmässigt hos friska nyfödda. Hypertoni under barndomen, särskilt under förpuberteten, är oftast sekundär till en underliggande sjukdom. Njursjukdom är i de fallen den vanligaste orsaken. Ungdomar har oftast primär hypertoni och förekommer vanligen hos dem med fetma.

## Symptom och tecken
Hypertoni ger sällan några symptom. Hälften av alla personer med hypertoni vet inte om att de har det. Hypertoni upptäcks vanligen vid screeningundersökning eller när en person söker vård för orelaterade hälsoproblem.
Vissa människor med högt blodtryck rapporterar huvudvärk samt yrsel, svindel, tinnitus, förändrad syn eller svimningsepisoder.

### Sekundär hypertoni
Vissa ytterligare tecken och symptom kan tyda på sekundär hypertoni, det vill säga högt blodtryck som beror på en identifierbar orsak. Till exempel kan omfördelning av kroppsfettet från underhud till bukfetma, diabetesliknande glukosintolerans, månansikte, en fettknöl i nacken och lila bristningar tyda på Cushings syndrom. Hypertyreos och akromegali kan också orsaka högt blodtryck och har utöver hypertoni även karakteristiska symptom och tecken. Ett blåsljud i buken kan tyda på njurartärstenos (förträngning av artärerna som försörjer njurarna). Sänkt blodtryck i benen eller avsaknad av puls i lårbensartär kan tyda på aortakoarktation (en förträngning av kroppspulsådern strax efter den lämnar hjärtat). Hypertoni som varierar kraftigt med huvudvärk, hjärtklappning, blekhet och svettningar föranleder misstankar om feokromocytom.

### Hypertensiv kris
Kraftigt förhöjt blodtryck (systoliskt tryck ≥ 240 eller diastoliskt tryck ≥ 130 mmHg) betecknas ibland akut hypertoni eller hypertensiv kris och ger hög risk för komplikationer. Även sådana blodtryck behöver inte ge symptom, men patienter kan ibland rapportera huvudvärk (22 procent av fallen) och yrsel. Andra symptom på hypertensiv kris kan innefatta synnedsättning eller andnöd på grund av hjärtsvikt eller en allmän sjukdomskänsla på grund av njursvikt. De flesta människor som upplever hypertensiv kris har sedan tidigare ett känt förhöjt blodtryck, men ytterligare utlösningsmekanismer kan ha lett till en plötslig ytterligare höjning.
"Akut hypertoni", tidigare benämnd "malign hypertoni", uppstår när det finns tecken på direkt skada på ett eller flera organ som ett resultat av det kraftigt förhöjda blodtrycket. Denna skada kan inkludera hypertensiv encefalopati, som orsakas av svullnad och dysfunktion i hjärnan, och känns igen på huvudvärk och en förändrad vakenhetsgrad (förvirring eller dåsighet). Retinalt papillödem och blödningar och exsudat från fundus av ögat är ett annat tecken på skador på ögat. Bröstsmärta kan indikera skada på hjärtmuskeln (som kan utvecklas till hjärtinfarkt eller ibland aortadissektion; ruptur i den inre väggen i aorta. Andnöd, hosta och upphostningar av blodfärgat slem är karakteristiska tecken på lungödem. Detta tillstånd är en uppsvällning av lungvävnaden på grund av svikt i vänster hjärtkammare, det vill säga att vänster hjärtkammare inte kan pumpa blod från lungorna till artärsystemet tillräckligt bra. Snabb försämring av njurfunktionen (akut njurskada) och mikroangiopatisk hemolytisk anemi (att blodcellerna förstörs) kan också förekomma. I dessa situationer är snabb sänkning av blodtrycket nödvändigt för att stoppa pågående organskada.

### Graviditet
Hypertoni förekommer vid cirka 8–10 procent av alla graviditeter. De flesta kvinnor med hypertoni under graviditeten har sedan tidigare primär hypertoni. Högt blodtryck under graviditeten kan vara det första tecknet på preeklampsi (även kallat havandeskapsförgiftning), ett allvarligt tillstånd under graviditetens andra hälft och några veckor efter förlossningen. En diagnosticerad preeklampsi innefattar förhöjt blodtryck och proteinförekomst i urinen. Preeklampsi förekommer vid cirka 5 procent av alla graviditeter och är orsaken till omkring 16 procent av alla fall av mödradödlighet i världen. Preeklampsi dubblar också risken för att barnet skall dö. I allmänhet ger preeklampsi inga symptom utan upptäcks via rutinkontroller. Då det förekommer symptom på preeklampsi är dessa vanligen huvudvärk, synstörningar, kräkningar, buksmärta och ödem (svullnad). Preeklampsi kan i vissa fall utvecklas till ett livshotande tillstånd som kallas eklampsi (eller graviditetskramp). Eklampsi innefattar akut hypertoni med flera allvarliga komplikationer, bland andra synförlust, svullnad i hjärnan, tonisk-kloniska anfall eller konvulsioner, njursvikt, lungödem och disseminerad intravasal koagulation (ett blodkoagulationstillstånd).

### Spädbarn och barn
Låg viktökning, epileptiska anfall, irritabilitet, brist på energi och andningssvårigheter kan uppstå i samband med hypertoni hos nyfödda barn och hos yngre spädbarn. Hos äldre spädbarn och barn i övriga åldrar kan hypertoni orsaka huvudvärk, oförklarad irritabilitet, trötthet, undermålig viktökning, dimsyn, näsblod och ansiktsförlamning.

## Komplikationer

Diagram som illustrerar de huvudsakliga komplikationerna vid ihållande hypertoni.

Hypertoni är den viktigaste förebyggbara riskfaktorn av för tidig död i världen. Med hypertoni följer ökad risk för ischemisk hjärtsjukdom, stroke, perifer vaskulär sjukdom, och andra kardiovaskulära sjukdomar, exempelvis hjärtsvikt, aortaaneurysm, åderförkalkning och lungemboli. Hypertoni utgör också en riskfaktor för kognitiv nedsättning, demens och kronisk njursjukdom. Andra komplikationer kan vara hypertensiv retinopati (synpåverkan).

## Orsaker

### Primär hypertoni
Primär (essentiell) hypertoni är den vanligaste formen av hypertoni, och den ligger bakom 90–95 procent av alla fall av hypertoni. I nästan alla moderna samhällen stiger blodtrycket med ålder och risken för hypertoni i senare skeden av livet är betydande. Hypertoni är ett resultat av en komplex interaktion mellan gener och miljöfaktorer. Ett flertal vanliga gener med en liten inverkan på blodtrycket har identifierats liksom några sällsynta gener med stor inverkan på blodtrycket men fortfarande vet man ganska lite om de genetiska orsakerna till hypertoni. Flera miljöfaktorer påverkar blodtrycket: livsstilsfaktorer som sänker blodtrycket är till exempel minskat intag av salt, och konsumtion av fett och ökad konsumtion av frukt (DASH-diet). Träning, viktminskning och minskat intag av alkohol bidrar också till att sänka blodtrycket. Andra faktorer som påverkar är stressnivå och koffeinintag. Insulinresistens (vanligt vid fetma och metabolt syndrom) tros också bidra till hypertoni. Händelser tidigt i livet (till exempel låg födelsevikt, en mor som röker och brist på amning) kan utgöra riskfaktorer för essentiell hypertoni hos vuxna. Exakt hur och enligt vilka mekanismer dessa faktorer påverkar hypertoni hos vuxna är däremot oklart.

### Sekundär hypertoni
Sekundär hypertoni uppstår till följd av identifierbara orsaker. Njursjukdom är den vanligaste sekundära orsaken bakom hypertoni. Hypertoni kan också orsakas av endokrina eller hormonella tillstånd som Cushings syndrom, giftstruma, hypotyreos, akromegali, Conns sjukdom eller hyperaldosteronism, hyperparatyreos och feokromocytom. Andra orsaker till sekundär hypertoni är bland annat fetma, sömnapné, graviditet, aortakoarktation, överdriven konsumtion av lakrits och vissa receptbelagda mediciner, örtkurer och narkotika.

## Patofysiologi

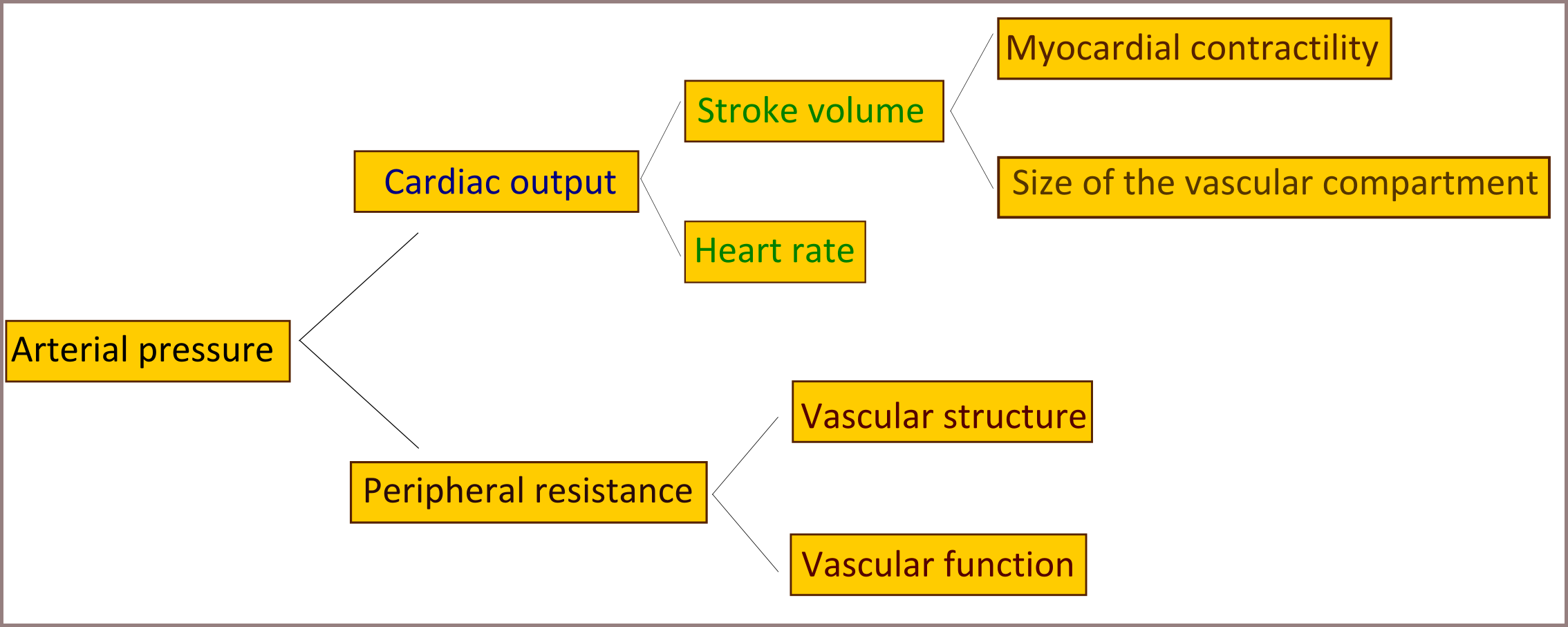
Diagram som beskriver faktorer som påverkar artärtryck

Hos de flesta personer med fastställd primär hypertoni svarar ett ökat motstånd (resistens) mot blodflödet (total perifer resistens) för det höga trycket, medan hjärtminutvolymen förblir normal. Förhöjd perifer resistens vid fastställd hypertoni kan huvudsakligen tillskrivas strukturella förträngningar i små artärer och arterioler. En minskning av antalet eller av tätheten hos kapillärerna kan också vara en bidragande orsak till perifer resistens. Hypertoni har också ett samband med minskad dilatation-konstriktionskapacitet hos de perifera venerna, vilket kan öka blodets återflöde till hjärtat, öka hjärtats preload och slutligen orsaka diastolisk dysfunktion. Huruvida förhöjd aktiv sammandragning av blodkärlen spelar en roll vid fastställd essentiell hypertoni är oklart.
Pulstrycket (skillnaden mellan det systoliska och det diastoliska blodtrycket) stiger ofta hos äldre personer med hypertoni. En sådan situation kan exempelvis innebära att det systoliska trycket är onormalt högt, medan det diastoliska trycket kan vara normalt eller lågt. Det här tillståndet benämns isolerad systolisk hypertoni. Högt pulstryck hos äldre personer med hypertoni eller isolerad systolisk hypertoni förklaras med förhöjd artärstelhet eller ateroskleros, som är typiskt i samband med åldrande och som kan förvärras av högt blodtryck.
Många mekanismer har föreslagits ligga bakom förhöjd resistens i artärsystemet vid hypertoni. De flesta bevisen omfattar en eller båda av följande orsaker: 
- Störningar i njurarnas salt- och vattenreglering, i synnerhet abnormaliteter i det intrarenala renin-angiotensinsystemet[42]
- Abnormaliteter i det sympatiska nervsystemet[43]

Dessa mekanismer utesluter inte varandra och det är troligt att båda i viss utsträckning är bidragande i de flesta fall av primär hypertoni. Det har också föreslagits att endotelial dysfunktion (dysfunktion i blodkärlens inre skikt - endotelet) och vaskulär inflammation också kan bidra till förhöjd perifer resistens och till vaskulära skador vid hypertoni.

## Diagnos
Hypertoni diagnostiseras om personen har ihållande högt blodtryck. Diagnosen bekräftas genom minst två mätningar med förhöjt blodtryck tagna vid två olika tillfällen.
För att undvika att feldiagnostisera patienter med hypertoni som egentligen har "vitrockshypertoni" används i utvalda fall 24-timmars ambulatorisk blodtrycksmätning eller blodtrycksmätare för hemmabruk. Fenomenet har får sitt namn av att personer kan ha högre blodtryckvärden än de vanligen har i exempelvis hemmiljö när det mäts av vårdpersonal som läkare, då de "blir nervösa" under omständigheterna där den vita rocken förekommer.
Världshälsoorganisationen (WHO) föreslår följande undersökningar efter det att hypertonidiagnos har ställts: elektrolyter och kreatinin i blodet samt urinsticka för att värdera skada på njurarna och inför att vissa läkemedel påbörjas, lipidstatus för att värdera risken för hjärtkärlsjukdom, långtidsblodsocker eller fasteblodsocker för att upptäcka eventuell diabetes, och elektrokardiogram (EKG) för att se om det finns tecken på att hjärtat är överbelastat.

## Prevention
Nästan 50 % av alla personer som har hypertoni i världen vet inte om att de har hypertoni. Åtgärder riktade mot hela befolkningen krävs för att minska konsekvenserna av högt blodtryck och för att minska behovet av behandling med blodtryckssänkande mediciner.
Livsstilsförändringar för att förebygga hypertoni innefattar:
- Bibehåll normal kroppsvikt[3]
- Minska på intaget av salt (natrium) i kosten[3]
- Var fysiskt aktiv regelbundet[3]
- Begränsa alkoholkonsumtionen[3]
- Rök inte[3]
- Ät mycket frukt och grönsaker[3]

## Behandling

### Livsstilsförändringar
Grundbehandlingen för hypertoni är identisk med de rekommenderade förebyggande livsstilsförändringarna och omfattar kostförändringar, fysisk träning och viktnedgång. Samtliga förändringar har visats sänka blodtrycket signifikant hos personer med hypertoni. Om hypertonin är av sådan grad att omedelbar insättning av medicin är motiverad rekommenderas fortfarande livsstilsförändringar. Det förekommer marknadsföring för olika former av program utformade för att minska psykologisk stress, bland annat biofeedback, avslappning eller meditation, för att lindra hypertoni. Emellertid stöder vetenskapliga studier i allmänhet inte deras verkan eftersom undersökningarna generellt är av låg kvalitet. Kostförändringar som ett lägre intag av natrium (salt) har effekt för att sänka blodtrycket.  Även vissa speciellt framtagna dieter har rekommenderats av vissa organisationer för att sänka blodtrycket, såsom DASH-dieten.

### Läkemedel
Flera typer blodtryckssänkande läkemedel finns. Vid ordination av läkemedel bör individens risk för hjärtkärlsjukdom och blodtrycksavläsning beaktas. Målblodtryck anges till olika värden mellan olika riktlinjer. Vanligen anses att behandlingen bör sänka blodtrycket till under 140/90 mmHg. Vissa riktlinjer anger lägre målvärden och för vissa personer såsom äldre personer anges högre målvärden. Om blodtrycksmålet inte uppfylls, kan ytterligare behandling behöva tillgås.
Riktlinjer för val av läkemedel och hur man bäst bestämmer vilken behandling olika individgrupper skall förskrivas har förändrats med tiden och skiljer sig åt mellan olika länder. Flera klasser av läkemedel rekommenderas som förstahandsval: ACE-hämmare, angiotensin II-receptorblockerare (ARB), kalciumflödeshämmare och diuretika.
Behandling av måttlig till svår hypertoni minskar dödligheten och kardiovaskulära biverkningar hos personer som är över 60 år. Hos personer över 80 år verkar behandlingen inte avsevärt minska den totala dödligheten, men minskar risken för hjärtsjukdom.

## Epidemiologi
År 2019 hade var tredje person (33 procent) i världen hypertoni.
År 1995 uppskattades det att 43 miljoner människor i USA hade högt blodtryck eller tog blodtryckssänkande medicin. Denna siffra motsvarar nästan 24 procent av den vuxna amerikanska befolkningen.
Frekvensen ökar med åldern. Hypertoni är vanligare hos män jämfört med kvinnor (även om klimakteriet gör att denna skillnad tenderar att minska) och hos personer med låg socioekonomisk status.

## Historiskt

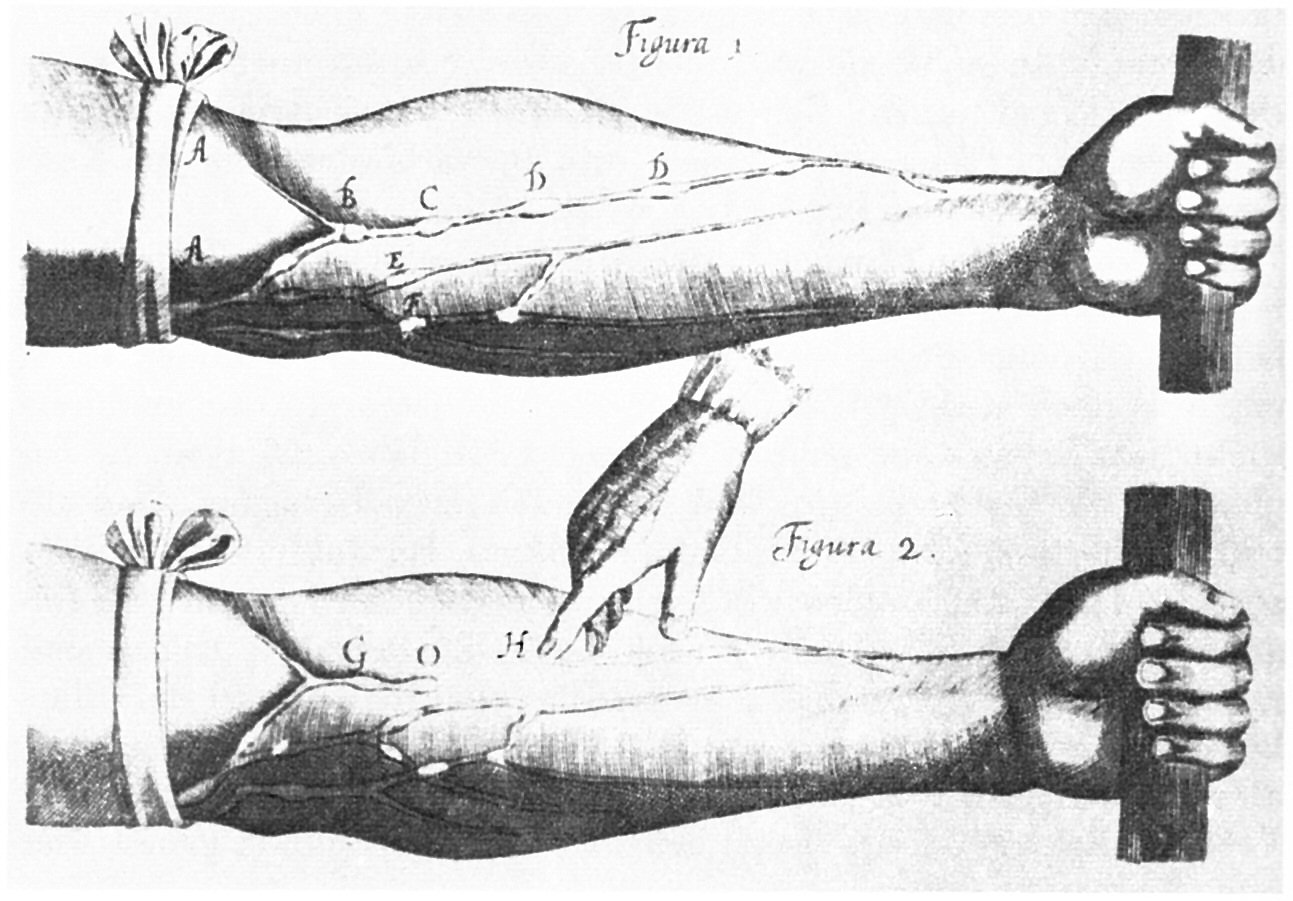
Bild av vener från Harveys Exercitatio anatomica de motu cordis et sanguinis in animalibus ("En anatomisk övning om hjärtats och blodets rörelse i levande varelser")

Den nutida förståelsen av det kardiovaskulära systemet började med arbeten av läkaren William Harvey (1578–1657). Harvey beskrev blodcirkulationen i sin bok De otu ordis ("Om hjärtats och blodets rörelse"). Den engelske prästen Stephen Hales gjorde den första publicerade blodtrycksmätningen år 1733. Beskrivningar av hypertoni som sjukdom gjordes av bland andra Thomas Young år 1808 och Richard Bright år 1836. Den första rapporten om förhöjt blodtryck hos en person utan tecken på njursjukdom gjordes av Frederick Akbar Mahomed (1849–1884). Hypertoni som klinisk förekomst etablerades först 1896 med Scipione Riva-Roccis uppfinning av en blodtrycksmätare med manschett år 1896. Denna uppfinning gjorde att blodtryck kunde mätas på sjukhuset. År 1905 förbättrade Nikolai Korotkoff tekniken genom att beskriva Korotkoff-ljud som hördes när artären auskulterades med ett stetoskop samtidigt som blodtrycksmätarens manschett var tömd.
Behandlingen, av vad som då kallades "hard pulse disease" (”hård puls-sjukdom”), bestod förr i tiden av att minska blodmängden med åderlåtning eller med hjälp av iglar. Den Gule Kejsaren av Kina, Cornelius Celsus, Galenos och Hippokrates förespråkade åderlåtning. Under 1800- och 1900-talen, innan någon effektiv farmakologisk behandling för högt blodtryck blivit möjlig, användes tre behandlingsmetoder, alla med många biverkningar. I dessa behandlingar ingick strikt begränsning av natriumintag (till exempel risdieten ), sympatektomi (kirurgisk ablation av delar av sympatiska nervsystemet) och pyrogen terapi (injektion av ämnen som orsakade feber och därmed indirekt minskade blodtrycket). Den första kemikalien mot hypertoni, natriumtiocyanat, användes år 1900, men hade många biverkningar och var inte populär. Flera andra medel har utvecklats efter andra världskriget. De mest populära och ganska effektiva var tetrametylammoniumklorid och dess derivat hexametonium, hydralazin och reserpin (som härrör från medicinalväxten Rauwolfia serpentina). Det gjordes ett stort genombrott med upptäckterna av de första tillgängliga vältolererade orala medlen. Den första var klortiazid, vilket var det första tiaziddiuretikumet, hade utvecklats från antibiotikan sulfanilamid och blev tillgängligt år 1958. Den ökade saltutsöndringen samtidigt som den förhindrade vätskeansamling. En randomiserad kontrollerad studie som sponsrades av Veterans Administration jämförde hydroklortiazid plus reserpin plus hydralazin jämfört med placebo. Studien avbröts i förtid eftersom de i gruppen med högt blodtryck som inte fick behandling utvecklade många fler komplikationer än de behandlade patienterna och det ansågs oetiskt att undanhålla dem från behandlingen. Studien fortsatte med personer med lågt blodtryck och det visade att behandling även hos personer med mild hypertoni minskade risken för kardiovaskulär död med mer än hälften. År 1975 gavs Lasker special Public Health Award till den grupp som utvecklade klortiazid. Resultaten från dessa studier föranledde allmänna hälsokampanjer för att öka allmänhetens medvetenhet om hypertoni och talade för mätning och behandling av högt blodtryck. Dessa åtgärder tycks ha bidragit åtminstone delvis till den 50-procentiga minskningen av stroke och ischemisk hjärtsjukdom som noterades mellan 1972 och 1994.

## Samhälle och kultur

### Medvetenhet

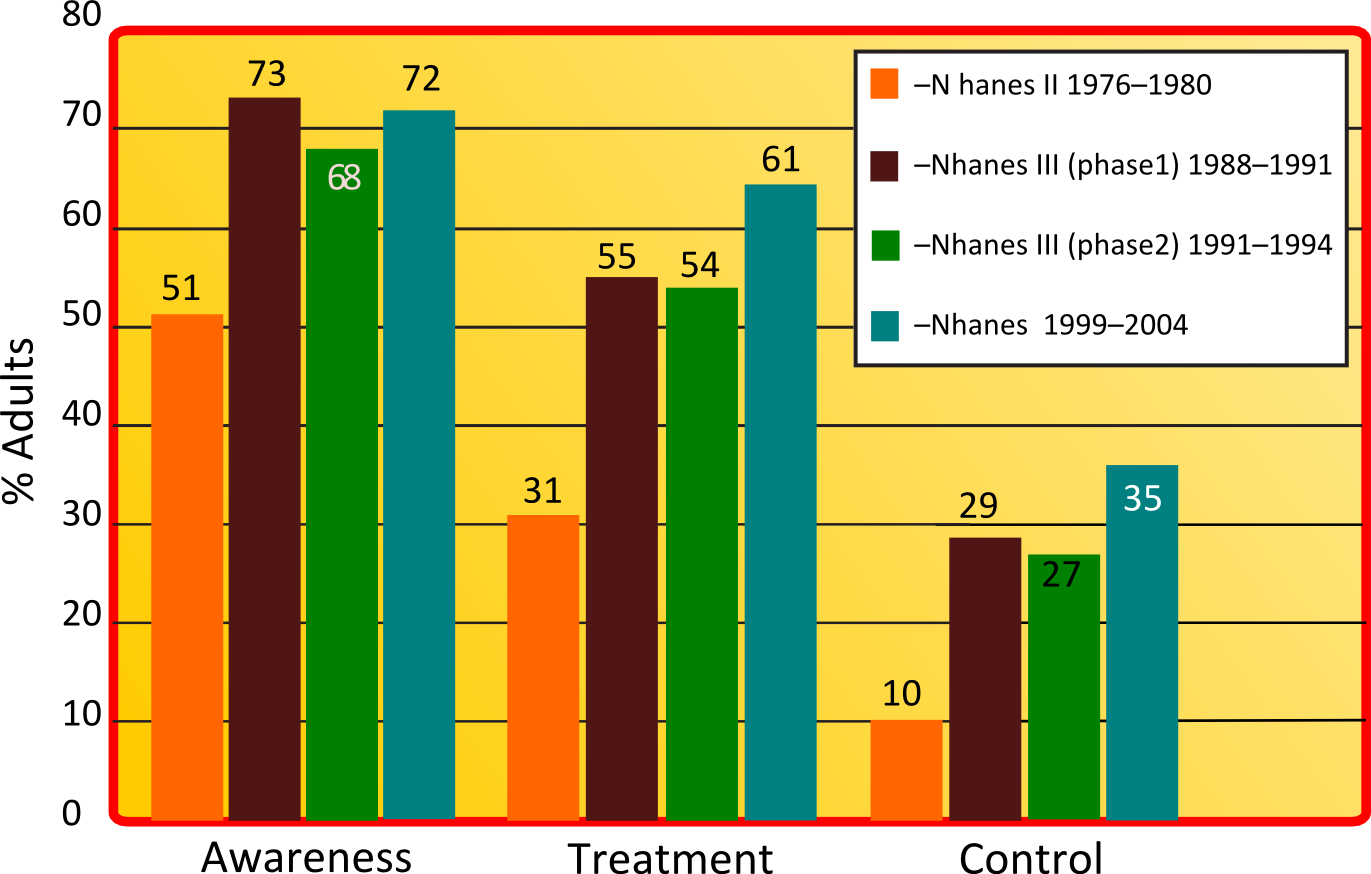
Diagram som visar, förekomst av medvetenhet, behandling och kontroll av högt blodtryck vid en jämförelse mellan de fyra studierna av NHANES

Hypertoni är den ledande orsaken till dödlighet i hjärt- och kärlsjukdom enligt Världshälsoorganisationen. Omkring hälften av alla personer som har högt blodtryck vet inte om att de har det. World Hypertension League, en paraplyorganisation, inledde en global informationskampanj om hypertoni år 2005 och dedikerade 17 maj varje år som World Hypertension Day (WHD).

### Ekonomi
Högt blodtryck är det vanligaste kroniska medicinska problemet som ger upphov till besök i primärvårdsgivare i USA. American Heart Association uppskattar att de direkta och indirekta kostnaderna för högt blodtryck uppgick till 76,6 miljarder dollar år 2010. I USA är 80 procent av personer som har högt blodtryck medvetna om sitt tillstånd och 71 procent tar blodtryckssänkande medicin. Men bara 48 procent, av de människor som är medvetna om att de har högt blodtryck, kontrollerar sitt tillstånd tillräckligt bra. Brister i diagnos, behandling eller kontroll av högt blodtryck kan äventyra behandlingen av hypertoni. Vårdgivare möter många hinder för att uppnå blodtryckskontroll, t.ex. motvillighet att ta flera mediciner för att uppnå målblodtrycket. Det är också en utmaning att hålla fast vid tidsscheman för läkemedelsbehandlingen och göra livsstilsförändringar. Icke desto mindre är det möjligt att uppnå målblodtrycket. Blodtryckssänkning minskar kostnaderna för avancerad sjukvård avsevärt.